# Fédération internationale de tchoukball

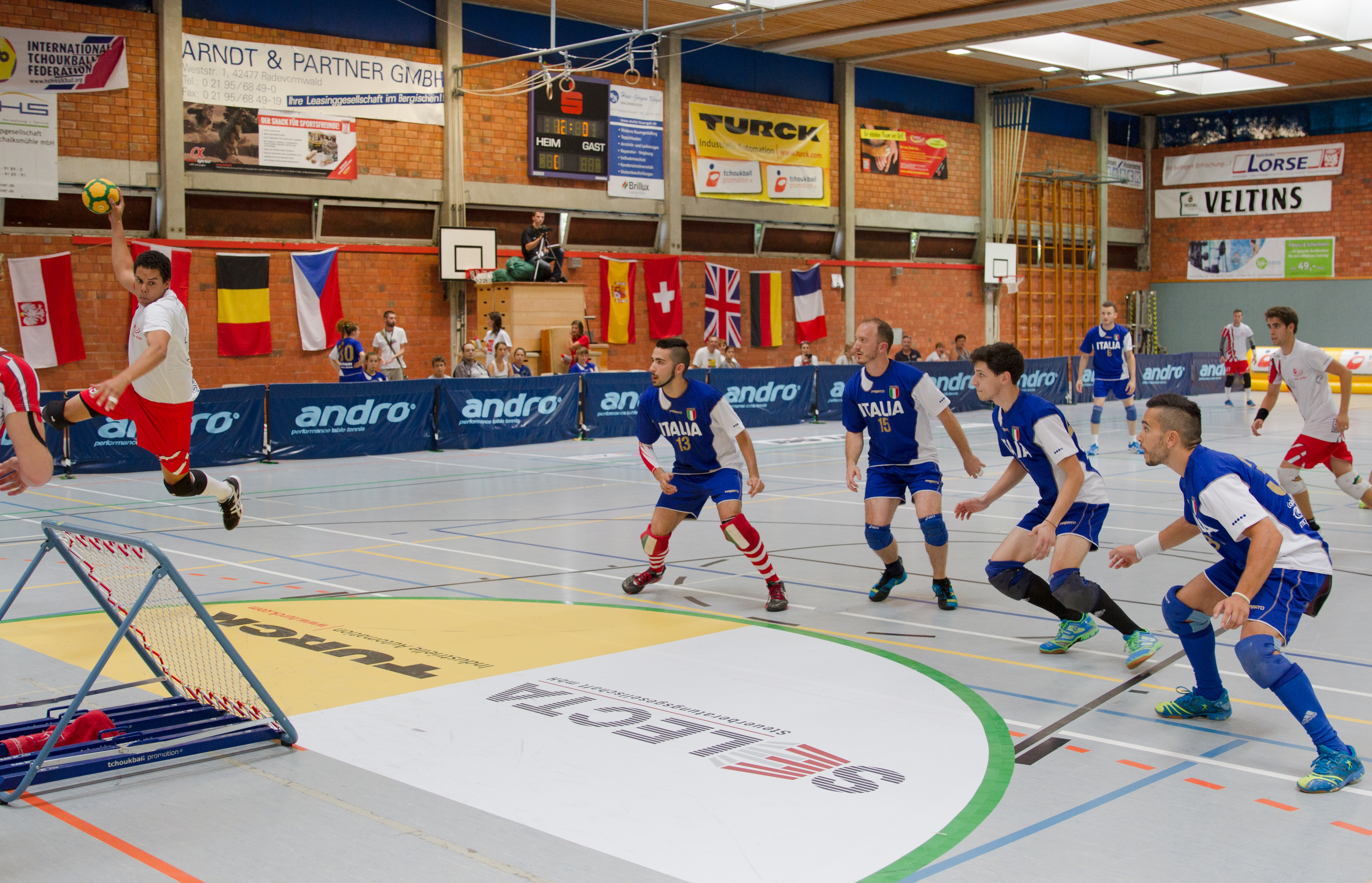
Championnats d'Europe de tchoukball

La Fédération internationale de tchoukball (FITB) est une association internationale des fédérations nationales de tchoukball. Fondée en 1971, elle compte actuellement 13 associations membres et 22 autres pays dans lesquels elle est présente.

## Petit historique
- 1971 : fondation de la FITB. Deux associations membres : la Suisse et la France.
- 1972 : le Royaume-Uni rejoint la FITB.
- 1976 : premier tournoi international, entre les trois associations membres.
- 1977 : introduction du tchoukball à Taïwan. Le sport suscite un engouement exceptionnel.
- 1984 : premier championnat du monde de tchoukball à Taïwan.
- 1998 : introduction du tchoukball au Brésil.
- 2009 : le tchoukball fait sa deuxième apparition aux Jeux mondiaux, qui se déroulent à Kaohsiung (Taïwan).

## Associations membres ou en contact avec la FITB

### Associations membres

#### Europe
- Autriche (Affiliée en 2009)
- Espagne (Affiliée en 2011)
- France (Affiliée en 1971, membre fondateur)
- Grande-Bretagne (Affiliée en 1972)
- Italie (Affiliée en 2002)
- Pologne (Affilié en 2009)
- Rép. Tchèque (Affiliée en 2011)
- Suisse (Affiliée en 1971, membre fondateur)

#### Asie-Pacifique
- Association de tchoukball de la république de  (Taïwan) (affiliée en 1979)
- Corée du sud (affiliée en 1984)
- Hong-Kong (affiliée en 2009)
- Inde (affiliée en 2000)
- Japon (affilié en 1984)
- Macao (affilié en 2009)
- Malaisie (affilié en 2009)
- Pakistan (affilié en 2000)
- Philippines (affiliée en 2011)
- Singapour (affilié en 2009)
- Viêt Nam (affiliée en 2011)

#### Amériques
- Argentine (Affiliée en 1993)
- Brésil (Affilié en 2000)
- Canada (Affilié en 2002)
- Colombie (Affiliée en 2009)
- États-Unis (Affiliés en 2002)

#### Afrique
- Bénin (Affiliée en 2011)
- Cameroun (Affiliée en 2011)
- Ghana (Affiliée en 2009)
- Kenya (Affilié en 2009)
- Maroc (Affiliée en 2011)
- Togo (Affiliée en 2011)
- Association Tchoukball Tunisie (Affiliée en 2017)

### Pays où la FITB est présente
| Afrique                                                                                     | Amérique du Nord | Amérique du Sud            | Asie                                         | Europe         | Océanie                |
| ------------------------------------------------------------------------------------------- | ---------------- | -------------------------- | -------------------------------------------- | -------------- | ---------------------- |
| Afrique du Sud Angola Burkina Faso Côte d'Ivoire Maurice Mali Niger Nigeria Sénégal Tunisie | Haïti            | Paraguay Uruguay Venezuela | Émirats arabes unis Maldives Népal Thaïlande | Malte Portugal | Nouvelle-Zélande Fidji |

## Compétitions internationales

### Championnats du monde de tchoukball
Jusqu'à ce jour, il y a eu neuf championnats du monde de tchoukball:
- 1984: Taipei (Taïwan)
- 1987: Neuchâtel (Suisse)
- 1990: Portsmouth (Royaume-Uni)
- 2000: Genève (Suisse)
- 2002: Londres (Royaume-Uni)
- 2004: Kaohsiung (Taïwan)
- 2011: Ferrare (Italie)
- 2015: Kaohsiung (Taïwan)
- 2019: Nilai (Malaisie)
- 2023: Prague (Tchéquie)

Palmarès
| Hommes | Vict. | Femmes | Vict. |
| ------ | ----- | ------ | ----- |
| Taïwan | 9     | Taïwan | 9     |
| Suisse | 1     | Suisse | 1     |

### Championnats du monde de beach-tchoukball
Cette compétition a eu lieu une seule fois en 2005 à Genève (Suisse). Les équipes étaient réparties en trois catégories:
- Hommes
- Femmes
- Juniors garçons

Taïwan a gagné dans les trois épreuves.

### Jeux mondiaux
Le tchoukball est parfois représenté aux jeux mondiaux. Jusqu'à ce jour deux tournois y ont été disputés :
- 1989 : Karlsruhe (Allemagne)
- 2009 : Kaohsiung (Taïwan)

#### Palmarès
|      | Hommes | Femmes |
| ---- | ------ | ------ |
| 1989 | Chine  | Chine  |
| 2009 | Taïwan | Taïwan |

### Les compétitions continentales

#### Championnats d'Europe
Cette compétition a eu lieu à huit reprises:
- 2001 : Genève (Suisse)
- 2003 : Rimini (Italie)
- 2006 : Macolin (Suisse)
- 2008 : Usti (Tchéquie)
- 2010 : Hereford (Grande-Bretagne)
- 2014 : Radevormwald (Allemagne)
- 2016 : Jičín (Tchéquie)
- 2018 : Castellanza (Italie)
- 2022 : Leeds (Royaume-Uni)
- 2024 : Ferrare (Italie)

Palmarès
|      | Hommes      | Femmes | Juniors     |
| ---- | ----------- | ------ | ----------- |
| 2001 | Royaume-Uni | Suisse |             |
| 2003 | Suisse      | Suisse |             |
| 2006 | Royaume-Uni | Suisse | Royaume-Uni |
| 2008 | Suisse      | Suisse | Suisse      |
| 2010 | Suisse      | Suisse |             |
| 2014 | Autriche    | Suisse |             |
| 2016 | Autriche    | Suisse | Italie      |
| 2018 | Italie      | Italie | Italie      |
| 2022 | Italie      | Suisse | Suisse      |
| 2024 | Italie      | Suisse |             |

#### Championnats d'Asie de tchoukball
Cette compétition a eu lieu à trois reprises:
- 2003 : Nashik (Inde)
- 2006 : Kaohsiung (Taïwan)
- 2008 : Hong Kong

Palmarès
|      | Hommes | Femmes |
| ---- | ------ | ------ |
| 2003 | Taïwan | Taïwan |
| 2006 | Taïwan | Taïwan |
| 2008 | Taïwan | Taïwan |

#### Championnats sud-américain de tchoukball
Cette compétition a eu lieu à deux reprises :
- 2006 : Concordia (Argentine)
- 2008 : Concordia (Argentine)

Palmarès
|      | Hommes | Femmes |
| ---- | ------ | ------ |
| 2008 | Brésil | Brésil |
| 2008 | Brésil |        |